# WWE SmackDown! vs. Raw 2006
Pour les articles homonymes, voir WWE 2K.
WWE SmackDown! vs. RAW 2006 (sous-titré Exciting Pro Wrestling 7 au Japon), est un jeu vidéo de catch adapté sur console PlayStation 2 et console portable PlayStation Portable commercialisé par THQ et développé par Yuke's Media Creation. Le jeu fait partie de la série des jeux vidéo de WWE SmackDown vs. Raw basée sur la promotion de la fédération de catch World Wrestling Entertainment (WWE). Il est précédé du jeu vidéo WWE SmackDown! vs. RAW (2004) et est suivi par WWE SmackDown vs. Raw 2007 (2006).
Le principal but du jeu est d'amener la réalité et l'authenticité des séries dans un nouveau jeu vidéo, surpassant la jouabilité similaire aux jeux d'arcade des précédents jeux vidéo SmackDown!. Également certains nouveaux styles de match sont inclus. Le jeu vidéo a également marqué la première fois qu'un jeu des séries SmackDown! est commercialisé sur console portable (PlayStation Portable).

## Réception
La réception du jeu est en général positive, avec un score de 84 % sur GameRankings et 82 % sur Metacritic pour la version PlayStation 2 ,. La réaction concernant la version pour PlayStation Portable est également plutôt positive à 81 % et 80 % de la part de GameRankings et Metacritic, respectivement,.
Cependant, certaines plaintes ont été recensées pour les limites du jeu dans les modes. Des critiques tels que celui de la chaîne télévisée G4 explique que le mode General Manager « ne vole pas haut--aucune option sous la main--mais c'est un énorme début" alors que le critique d'eToychest explique, pour le mode Season "pour une fois à travers ce mode visuellement amélioré, le style du jeu est bon, mais la jouabilité est à revoir »,.

## Bande son
| Artiste                   | Titre                                             |
| ------------------------- | ------------------------------------------------- |
| Billy Ray                 | "Scream At Me"                                    |
| Bumpy Knuckles            | "Bang Bang"                                       |
| Bumpy Knuckles            | "You Don't Want War"                              |
| Dark New Day              | "Pieces"                                          |
| The Dillinger Escape Plan | "Unretrofied"                                     |
| Fireball Ministry         | "The Broken"                                      |
| Megadeth                  | "Symphony of Destruction" (remix de Steve Tushar) |
| Not Forgotten             | "Waiting"                                         |
| Poet                      | "Crush Kill Destroy"                              |
| Ron J                     | "I Ain't Going Nowhere"                           |
| Static-X                  | "Start a War"                                     |
| Vada                      | "King of the Mat"                                 |

## Roster
Comme pour les précédentes versions du jeu, les rosters incluent un bon nombre de personnages actuels des séries WWE SmackDown, comme Triple H, Ric Flair, Shawn Michaels, Kane, Big Show, Kurt Angle et The Undertaker. De nouveaux personnages, en addition, incluent Joy Giovanni, Christy Hemme et Michelle McCool. Le roster, comme pour ses prédécesseurs, est divisé en deux branches de la WWE (celles de 2005): Raw et SmackDown!. Un roster de légendes, incluant les anciens catcheurs ou membres du WWE Hall of Fame, est également inclus avec des catcheurs tels que The Rock et "Stone Cold" Steve Austin.
Notamment, c'est le dernier jeu dans lequel est inclus Eddie Guerrero en tant que personnage jouable non légende des séries de SmackDown!, alors qu'il décédait deux jours après la commercialisation du jeu (il est dans le roster WWE Legends dans le jeu suivant). C'est également le dernier jeu dans lequel Stacy Keibler fait son apparition.
Liste des personnages par branche :
| Raw              | Divas (Raw)   | Smackdown!      | Divas (Smackdown!) | Légendes        |
| ---------------- | ------------- | --------------- | ------------------ | --------------- |
| Big Show         | Christy Hemme | Batista         | Michelle McCool    | André The Giant |
| Carlito          | Joy Giovanni  | Booker T        | Stacy Keibler      | Bret Hart       |
| Chavo Guerrero   | Lita          | Charlie Haas    | Torrie Wilson      | British Bulldog |
| Chris Jericho    | Trish Stratus | Chris Benoit    |                    | Hogan 80's      |
| Chris Masters    |               | Christian       |                    | Hollywood Hogan |
| Danny Basham     |               | Doug Basham     |                    | Hulk Hogan      |
| Edge             |               | Eddie Guerrero  |                    | Jake Roberts    |
| Eugene           |               | JBL             |                    | Jimmy Hart      |
| John Cena        |               | Jon Heidenreich |                    | Junkyard Dog    |
| Kane             |               | Mark Jindrak    |                    | Mankind         |
| Kurt Angle       |               | Muhamed Hassan  |                    | Steve Austin    |
| Ric Flair        |               | Orlando Jordan  |                    | Ted DiBiase     |
| René Duprée      |               | Paul London     |                    | The Rock        |
| Rob Van Dam      |               | Randy Orton     |                    |                 |
| Rob Conway       |               | Rey Mysterio    |                    |                 |
| Shawn Michaels   |               | Scotty 2 Hotty  |                    |                 |
| Shelton Benjamin |               | Spike Dudley    |                    |                 |
| Snitsky          |               | Steven Richards |                    |                 |
| Tajiri           |               | Sylvain Grenier |                    |                 |
| The Hurricane    |               | The Undertaker  |                    |                 |
| Triple H         |               | William Regal   |                    |                 |